# 勇足駅

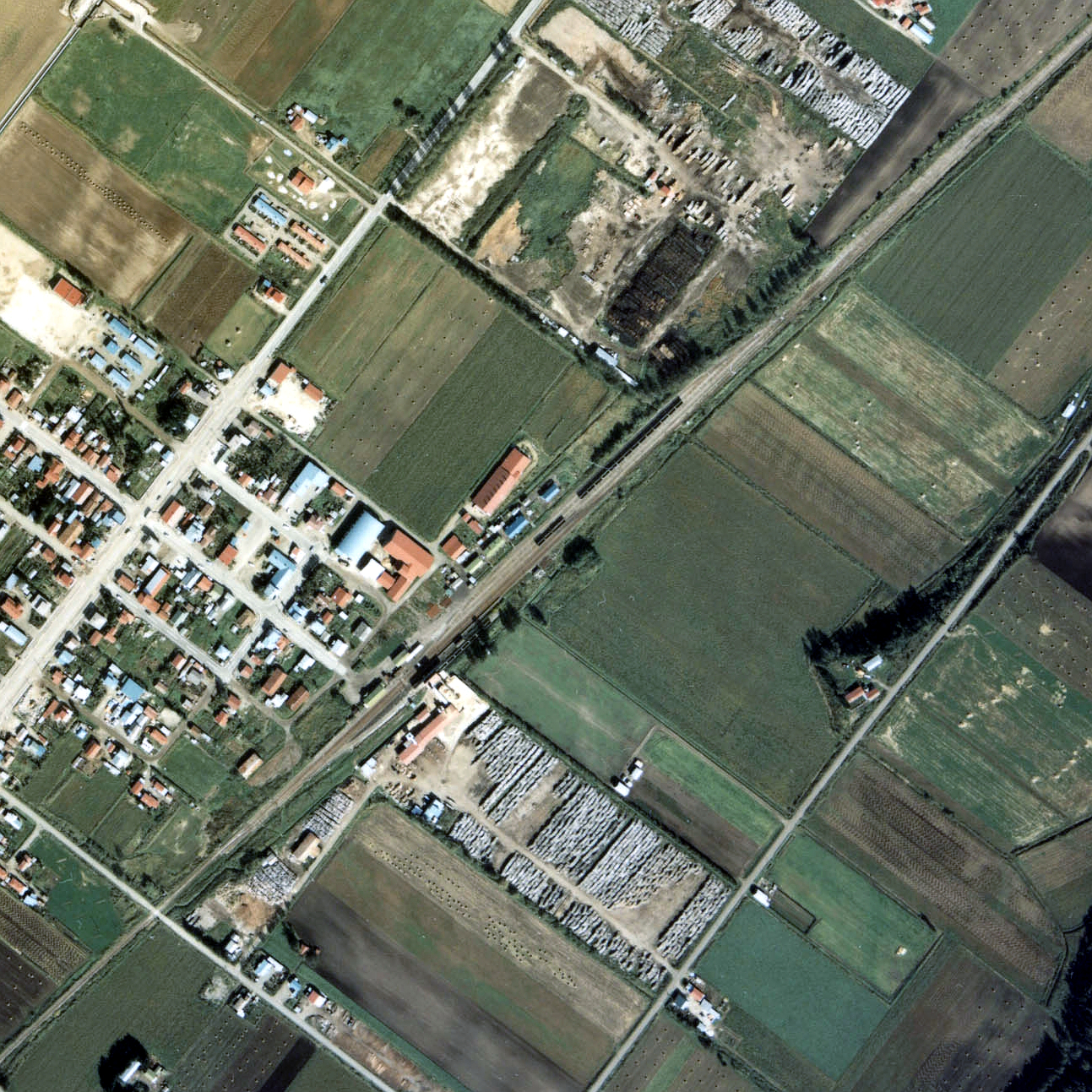
1977年、国鉄池北線時代の勇足駅と周囲750 m範囲。右上が北見方面で、南本別駅近くまで製糖所専用線が本線脇を並走している。

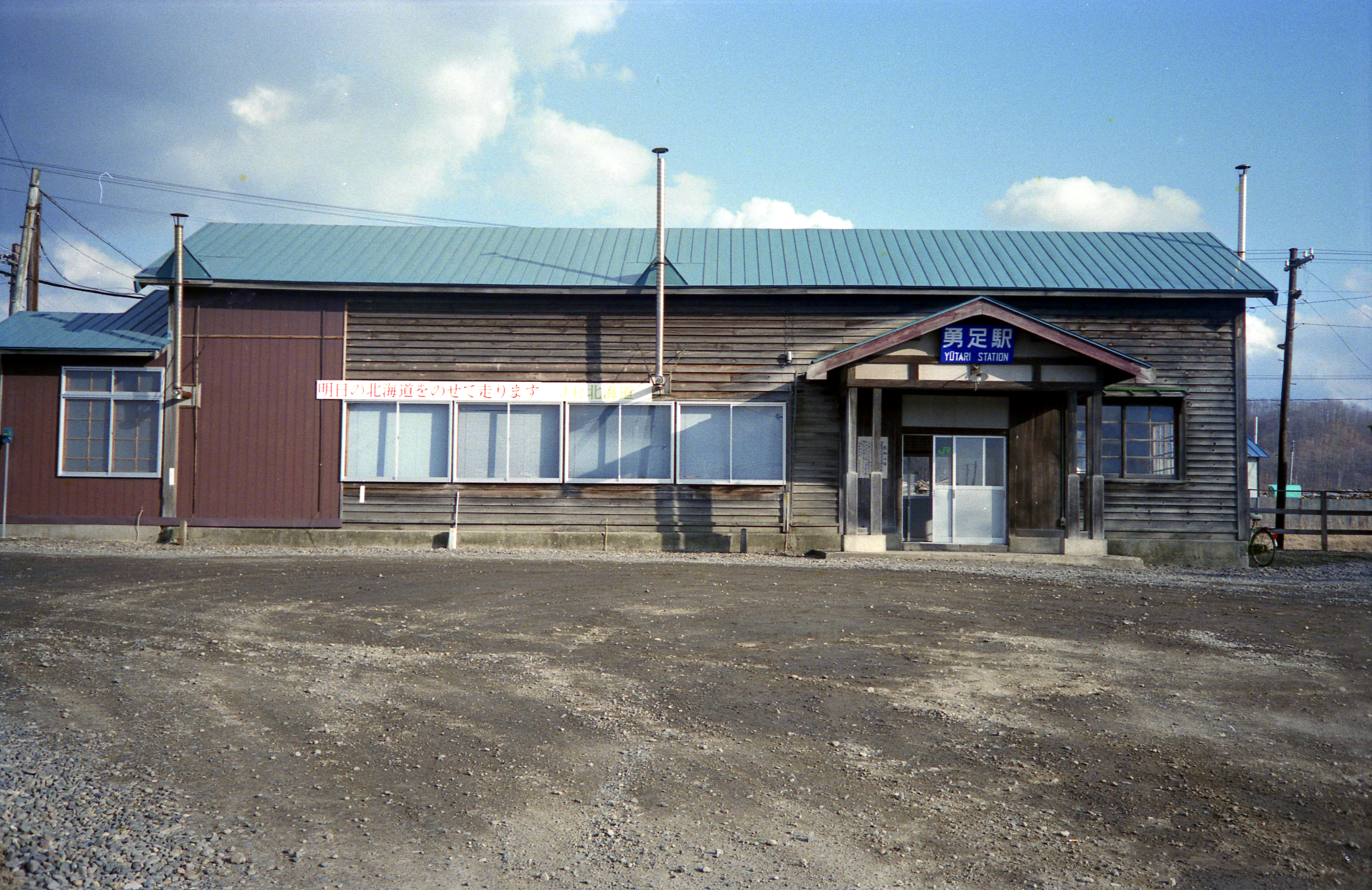
JR北海道当時の勇足駅（1989年3月）

勇足駅（ゆうたりえき）は、かつて北海道中川郡本別町勇足元町に存在した、北海道ちほく高原鉄道ふるさと銀河線の駅（廃駅）である。事務管理コードは▲110503。

## 歴史

### 年表
- 1910年（明治43年）9月22日：鉄道院網走線池田駅 - 淕別駅（→陸別駅）間開業にともない開業する[3][4]。一般駅[3]。
- 1911年（明治44年）11月18日：線名改称。池田 - 網走間を網走本線とする。
- 1949年（昭和24年）6月1日：公共企業体である日本国有鉄道に移管。
- 1961年（昭和36年）4月1日：路線の呼称変更により池北線の駅となる[5]。
- 1962年（昭和37年）11月10日：大日本製糖（後の北海道糖業）本別工場操業開始に伴い、専用線使用開始。
- 1984年（昭和59年）2月1日：貨物・荷物取扱い廃止[6]。製糖工場専用線は製糖の最盛期を迎えるとして2月20日まで存続して廃止[7]。
- 1986年（昭和61年）
  - 10月29日：交換設備を廃止[8]。
  - 11月1日：無人化[9]。
- 1987年（昭和62年）4月1日：国鉄分割民営化により北海道旅客鉄道に継承[10]。
- 1989年（平成元年）6月4日：経営移管により、北海道ちほく高原鉄道ふるさと銀河線の駅となる[11][12]。
- 1993年（平成5年）11月27日：駅舎改築[13]。
- 2006年（平成18年）4月21日：ふるさと銀河線廃線により廃止。

### 駅名の由来
所在地名より。アイヌ語の「エサンピタㇻ（e-san-pitar）」（頭が・前（浜の方）に出ている・川原）に「勇（いさみ」「足（たり）」の字を当て、「勇足（えさんぴたら）」と読ませていたが、後年読みが転じて「ゆうたり」となった。
駅名の読みは当初より「ゆうたり」である。

## 駅構造
単式ホーム1面1線を有する地上駅で無人駅である。駅舎はコミュニティーセンターとの合築である。
1986年（昭和61年）10月28日までは交換設備を有する列車交換可能駅であった。
かつては当駅から南本別駅裏手の北海道糖業（合併前は大日本製糖）本別製糖所へ専用線が伸びていた。

## 駅跡地
駅舎はコミュニティセンターとしてそのまま残っていたが、2025年7月現在では解体されて跡地は公衆トイレとなっている。

## 駅周辺
- 北海道道659号勇足停車場線
- 国道242号・北海道道134号本別士幌線
- 本別警察署勇足駐在所
- 勇足郵便局
- 十勝バス「勇足」停留所

## 隣の駅
北海道ちほく高原鉄道
ふるさと銀河線
大森駅 - 勇足駅 - 南本別駅